# Кайрат (бывшее село, Талгарский район)
Кайрат (каз. Қайрат) — упразднённое село в Талгарском районе Алматинской области Казахстана. В 2014 году включено в состав города Алма-Ата. Входило в состав Гульдалинского сельского округа. Код КАТО — 196249300. 

## Население
В 1999 году население села составляло 674 человека (338 мужчин и 336 женщин). По данным переписи 2009 года, в селе проживал 1721 человек (867 мужчин и 854 женщины).